# 岡野村
岡野村（おかのむら）は、兵庫県多紀郡にあった村。現在の丹波篠山市中心部の北西一帯、篠山川の右岸にあたる。

## 地理
- 山岳：盃ヶ岳
- 河川：篠山川

## 歴史
- 1889年（明治22年）4月1日 - 町村制の施行により、野尻村・東浜谷村・西浜谷村（飛地を除く）・今福村・大野村（飛地を除く）・矢代村（飛地を除く）・西岡屋村・東岡屋村・有居村・風深村および郡家村・西谷村・口坂本村・吹上村・黒岡村の各飛地の区域をもって発足。
- 1955年（昭和30年）4月20日 - 篠山町・八上村・畑村・城北村と合併し、改めて篠山町が発足。同日岡野村廃止。